# Rumänischer Eishockeypokal 2000/01
Der Rumänische Eishockeypokal, rumänisch Cupa României la Hochei pe gheață wird seit 1969 ausgetragen.

## Teilnehmer und Modus
An der Austragung des Rumänischen Eishockeypokals im Jahre 2000 nahmen sechs Mannschaften der vorjährigen Rumänischen Liga teil. Die Mannschaft von Sportul Studențesc nahm aus Geldmangel nicht am Pokal teil.
Wie gewohnt wurde der Pokal zu Saisonbeginn, vom 12. bis 16. September 2000 in Bukarest und Gheorgheni ausgespielt. In zwei Gruppen qualifizierte sich jeweils der Sieger für das Finale. Es fand jeweils nur ein Spiel ohne Rückspiel statt.
| Steaua Bukarest | Dinamo Bukarest   | CSM Dunărea Galați |
| HC Csíkszereda  | SC Miercurea Ciuc | Progym Gheorgheni  |

## Gruppenphase

### Gruppe A
| 12. September 2000 | Steaua Bukarest | 6:2 (2:0, 2:2, 2:0) | CSM Dunărea Galați | Bukarest |

| 13. September 2000 | Rapid Bucarest | 10:1 (3:0, 4:0, 3:1) | CSM Dunărea Galați | Bukarest |

| 14. September 2000 | Steaua Bukarest | 5:3 (2:1, 1:2, 2:0) | Rapid Bucarest | Bukarest |

| Platz | Verein             | S | U | N | Tore | Pkt |
| ----- | ------------------ | - | - | - | ---- | --- |
| 1     | Steaua Bukarest    | 2 | 2 | 0 | 11:5 | 4   |
| 2     | Rapid Bukarest     | 1 | 0 | 1 | 13:6 | 2   |
| 3     | CSM Dunărea Galați | 0 | 0 | 2 | 3:16 | 0   |

### Gruppe B
| 12. September 2000 | SC Miercurea Ciuc | 15:1 (3:0, 5:1, 7:0) | HC Sfîntu-Gheorghe | Gheorgheni |

| 13. September 2000 | CS Progym Gheorgheni | 9:3 (4:0, 3:1, 2:2) | HC Sfîntu-Gheorghe | Gheorgheni |

| 14. September 2000 | SC Miercurea Ciuc | 4:2 (2:1, 1:1, 1:0) | CS Progym Gheorgheni | Gheorgheni |

| Platz | Verein                   | S | U | N | Tore  | Pkt |
| ----- | ------------------------ | - | - | - | ----- | --- |
| 1     | SC Miercurea Ciuc        | 2 | 0 | 0 | 19:03 | 4   |
| 2     | Progym-Apicom Gheorgheni | 1 | 0 | 1 | 11:07 | 2   |
| 3     | HC Sfîntu-Gheorghe       | 0 | 0 | 2 | 04:24 | 0   |

## Finale
| 16. Februar 2000 | Steaua Bukarest | 6:0 (2:0, 2:0, 2:0) | SC Miercurea Ciuc | 3.000 |

Damit hatte der Seriensieger Steaua Bukarest erneut gewonnen.